# پینشر اتریشی
پینشر اتریشی (به انگلیسی: Austrian Pinscher)، نام یکی از نژادهای سگ است که خاستگاه آن به اتریش بازمی‌گردد. قد جنس نر پینشر اتریشی ۴۴–۵۰ سانتیمتر (۱۷–۲۰ اینچ) است و قد جنس مادهٔ آن ۴۲–۴۸ سانتیمتر (۱۷–۱۹ اینچ).